# Cataponera
Cataponera is een geslacht van vogels uit de familie van de lijsters (Turdidae). De wetenschappelijke naam van het geslacht is voor het eerst geldig gepubliceerd in 1896 door Hartert. Uit onderzoek, gepubliceerd in 2021 blijkt dat plaatsing in het geslacht Turdus van de enige soort in Cataponera (cataponeralijster) meer voor de hand ligt.